# Cmentarz mennonicki w Kazuniu Nowym
Cmentarz mennonicki w Kazuniu Nowym – nekropolia mennonitów położona we wsi Kazuń Nowy w gminie Czosnów w pobliżu ulicy Nadwiślańskiej za wałem przeciwpowodziowym zlokalizowanym wzdłuż rzeki Wisły.
Nekropolia została założona w II połowie XIX wieku. Grzebano na niej wiernych miejscowej gminy mennonickiej, której dawny dom modlitwy znajduje się po drugiej stronie znajdującej się nieopodal jezdni łączącej Nowy Dwór Mazowiecki i Warszawę. Cmentarz użytkowano do 1945.
W drugiej dekadzie XXI wieku na cmentarzu zachowało się około 20 nagrobków, w tym kilka mennonickich stelli. Nekropolia jest zakrzewiona. Znajduje się na niej zestaw kasztanowców, posadzonych dla ozdoby cmentarza.